# Tisíciletá lípa (Zádub)
Tisíciletá lípa v Zádubu bývala legendární památná lípa, v Zádubu v okrese Cheb, která však zanikla už na počátku 19. století. Pro svoji výjimečnost je ale v obci a okolí stále známá – mimo svůj rekordní věk, mohutnost i nezvyklé využití dutiny totiž upoutala pozornost prvního významného návštěvníka Mariánských Lázní – básníka Karla Sudimíra Šnajdra. Lípa se dostala i do znaku obce Zádub (napůl s dubem, podle kterého je pojmenována).

## Základní údaje
- název: Tisíciletá lípa

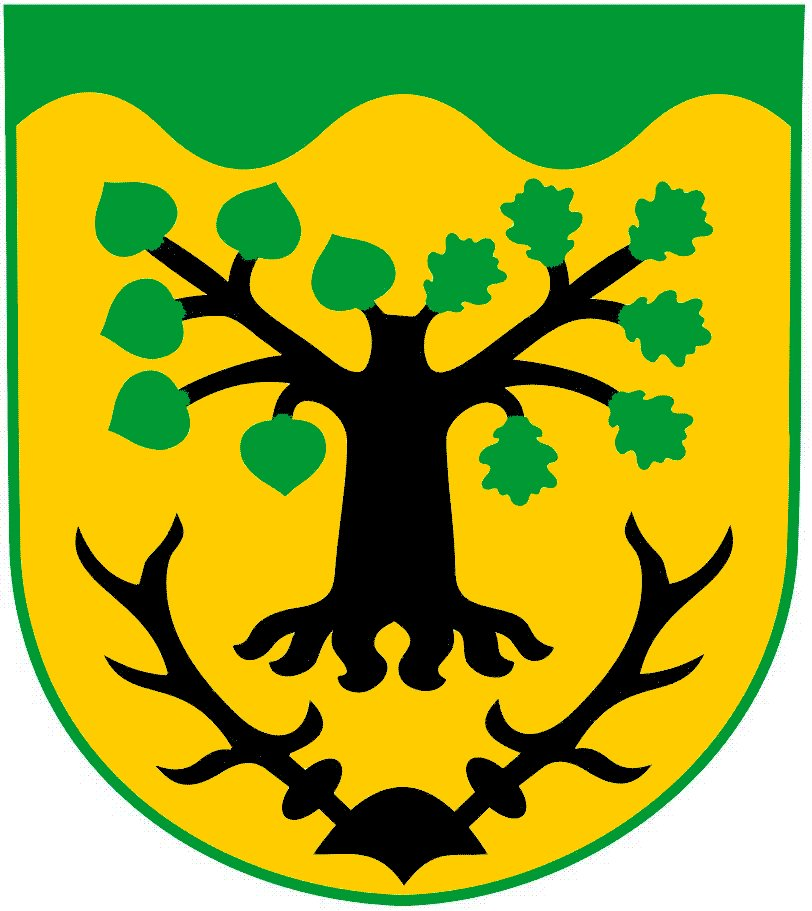
znak obce Zádub-Závišín

- výška: cca 4 m (1817–1821, 2 sáhy)[2]
- obvod: 29 m[1]
- věk: 1000 let[2]
- objem: 30 osob[2], 45 osob[1]
- souřadnice: 49°58'15.8"N, 12°44'38.1"E

## Historie
Už v době definitivního zániku byla lípa bez koruny, zůstal jen dutý kmen, jehož vnitřek byl upraven jako kaple, do které se vešlo 45 osob. Zničila ji vichřice roku 1821. Stála na návsi u tehdejšího č. 11 (to roku 1928 vyhořelo a bylo znovu vystavěno v jiné části obce – požár údajně vydrželo koryto vyrobené ze dřeva památné lípy), snad v místě, kde dnes najdeme křížek datovaný 1841. Pařez lípy byl po léta používán jako taneční parket.
Lípa byla turistickou atrakcí, která lákala hosty Mariánských Lázní. Účastníkem jednoho z průvodů (1817) byl básník Karel Sudimír Šnajdr. Během třičtvrtě hodinové vycházky do Zádubu ale průvod tak promokl, že o lípě Šnajdr složil nelichotivou báseň Wallfahrt zur Linde (Procesí k lípě) končící slovy (v překladu):
| „                      | Ale mě už nikdo nedostane – to vám, bratři, přísahám – už nikdo více, ani čert, k prokleté lípě! | “ |
| — Karel Sudimír Šnajdr |                                                                                                  |   |

Báseň byla zveřejněna roku 1818 v turistickém průvodci Franze Sartoriho. Vzhled mohutné, vykotlané lípy se dochoval na historické grafice z počátku 19. století (sbírky muzea Mariánské Lázně).